# Hal Sparks
Hal Sparks (va nàixer el 25 de setembre de 1969 a Cincinnati, Ohio) és un actor, presentador i humorista, més conegut pel seu paper de Michael Novotny en la sèrie de televisió estatunidenca Queer as Folk. Va saltar a la fama al presentar el programa Talk Soup del canal E! Entertainment TV.

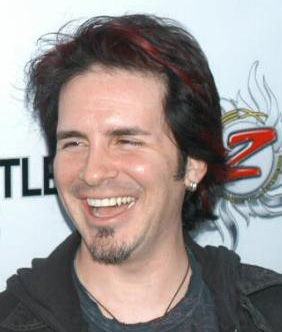
Hal Sparks

A més d'actuar, Hal és també el cantant i guitarrista del grup de rock Zero 1 (anteriorment anomenada La banda de Hal Sparks). Els seus membres són Robert Hall (un amic de Hal) al baix i Miles Loretta (el seu cosí) a la bateria.

## Filmografia

### En televisió
- America's Funniest Mom 3 (2007) com presentador
- Tak and The Power of Juju (2007)
- Celebrity Paranormal Project (2006)
- Las Vegas (sèrie) (2003) en "Cash Springs Eternal" (2006)
- CSI: Crime Scene Investigation (2000) en l'episodi "Dog Eat Dog" (2005) com Digger James
- Queer as Folk (2000-2005) com Michael Charles Novotny-Bruckner
- Video Game Vixens (2005)
- Extreme Dodgeball (2004) com jugador dels Chicago Hitmen
- Frasier (1993) en l'episodi "Door Jam" (2003) com recepcionista
- One on One (2001) en els episodis "Unemployment Up, Pride Down" (2002) i "I Believe I Can Fly: Part 2" (2002) com Danny Davis Jr.
- Rendez-View (2001) en els episodis "She Loves Him, Loves Him Not" (2001) i "Belgian Boy Toy" (2002) com invitat
- Talk Soup com presentador (1999-2000)
- Martial Law (1998) en l'episodi "No Fare" (2000) com Ellroy Nelson
- Cheap Theatrix (1998)
- La doctora Quinn (1993) en l'episodi "Indian Agent" (1995) com Gentle Horse
- Lois y Clark: Las nuevas aventuras de Supermán (1993) en l'episodi "Witness" (1994) com Skateboarder

### En pel·lícules
- Denial (2006) (productor executiu)
- Spiderman 2 (2004) com l'Home de l'ascensor
- Lightning Bug (2004) com a diputat Dale
- Dickie Roberts: Former Child Star (2003) com a editor
- Bleacher Bums (2002) (TV) com Richie
- Dr. Dolittle 2 (2001) (veu) com School Fish #1
- ¿Colega, dónde está mi coche? (2000) com Zoltan
- Lost & Found (1999) com DJ
- Invader (1996) (veu) com comandant de la defensa del Fort Irwin
- Signs and Wonders (1995) (TV) com Rocker 2
- Chopper Chicks in Zombietown (1989) com Lance
- Frog (1987) (TV) com Jim